# Homfroi IV. z Toronu
Homfroi IV. z Toronu či také Humfred (francouzsky Onfroy IV de Toron, okolo 1166 - po 1191) byl pán Toronu a Zajordánska a první manžel budoucí jeruzalémské královny Isabely. Dle současníků to byl pohledný mladík se skvělým vzděláním a nedostatkem ctižádostivosti a touhy po moci.

## Život

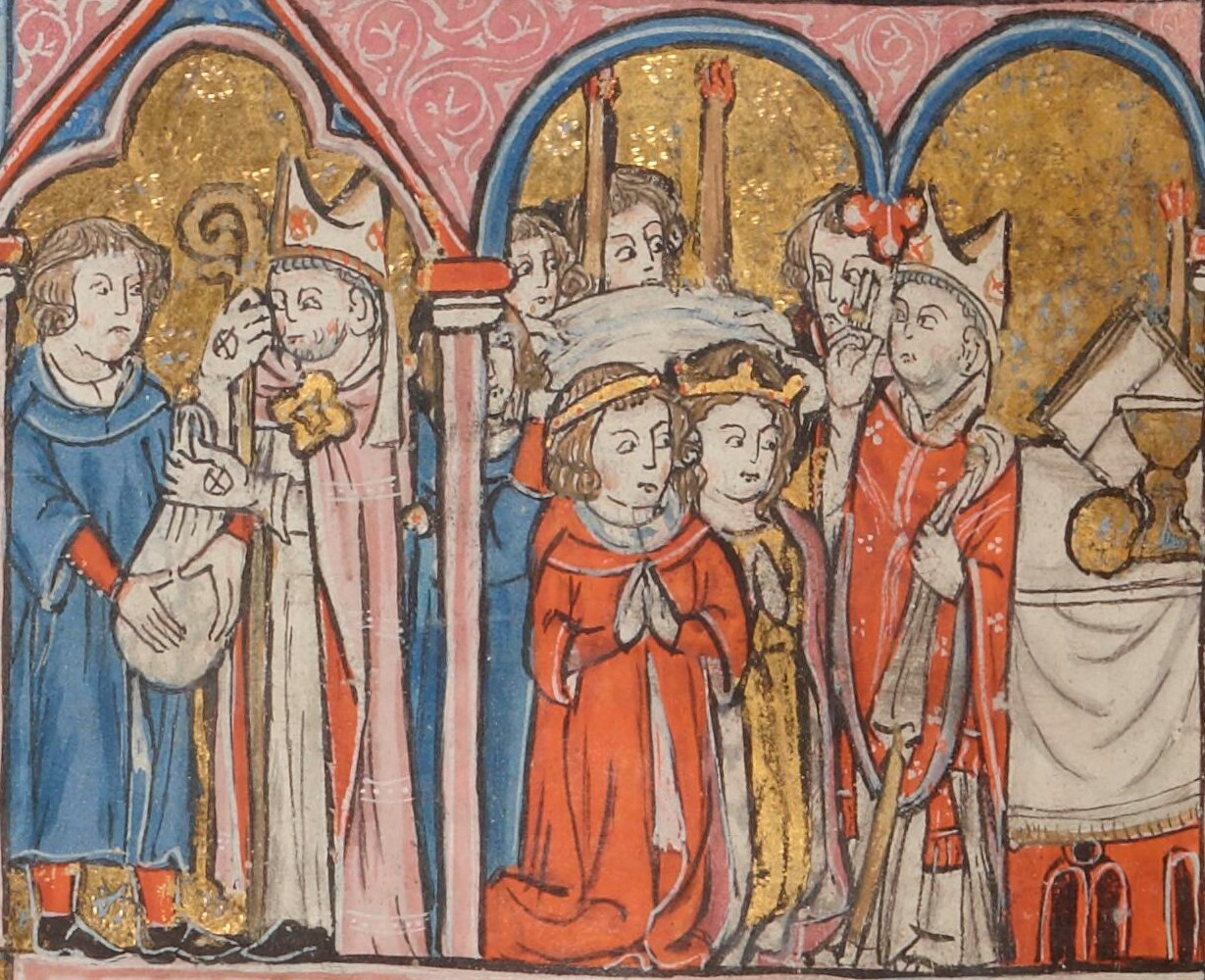
Opuštěný Homfroi a Isabelina svatba s Konrádem

Homfroi byl synem Homfroie III. z Toronu a Štěpánky z Milly. V listopadu 1183 se tento příslušník jedné z nejstarších rodin jeruzalémského království a vyženěný syn Renauda ze Châtillonu na hradě Keraku oženil s tehdy zřejmě jedenáctiletou Isabelou, dcerou zesnulého jeruzalémského krále Amauryho a Marie Komnénovny. Tímto sňatkem se pokusil leprou postižený král Balduin a zřejmě i Renaud sblížit starousedlé a nově příchozí křižácké šlechtice. Svatba na Keraku byla doprovázena mnoha dny oslav bez ohledu na ostřelování obléhateli pod velením samotného Saladina. Homfroiova matka nechala tehdy poslat do Saladinova ležení mísy ze svatebního stolu a na oplátku Saladin vydal zákaz ostřelovat část hradu, v níž byli ubytováni novomanželé. Obležení skončilo na počátku prosince příchodem krále Balduina, jehož jednotky donutily Saladina k ústupu.
Po smrti dětského krále Balduina V. v srpnu 1186 došlo ke sporu. Jeruzalémský patriarcha korunoval Sibylu, nevlastní Isabelinu sestru, a v Nábulusu byl barony králem jmenován Homfroi. Dědic Zajordánska však před držením královského titulu couvl a raději složil lenní hold Sibyle a Guyovi z Lusignanu. Roku 1187 se u po katastrofálním neúspěchu křesťanů u Hattínských rohů načas dostal do Saladinova zajetí.
| „             | Sultán poslal do Damašku franského krále a jeho bratra, dále Honfroie a pána Džubajlu..., aby je tam uvěznili a zastavili po tolika činech... | “ |
| — Imád-ad-Dín | |   |

Homfroiova matka, vdova po Saladinem sťatém Renaudovi, žádala pro syna svobodu. Saladin s propuštěním souhlasil, ale na oplátku chtěl vydání Keraku. Posádka požadovaného hradu se odmítla vzdát a Homfroi, milovník pokojného života a uměleckých děl, načas zůstal v zajetí a byl propuštěn společně s Guyem z Lusignanu v červenci 1188.
Roku 1190 zemřela v důsledku epidemie jeruzalémská královna Sibyla i s oběma dcerami a nárok na trůn připadl Homfroiově choti Isabele, což se stalo pro bezdětné manželství osudným. Konrád z Montferratu, který se do Levanty dostal roku 1187 při útěku před podezřením z vraždy a byl soupeřem Guye z Lusignanu o jeruzalémský trůn, zinscenoval společně s Isabelinou matkou rozvod. Isabela se matčinu naléhání zpočátku vzpouzela a stejně tak Homfroi , který měl v úmyslu využít služeb právního učence Ralfa z Tiberiady. Na základě psychického nátlaku a obavy o své zdraví se zrušením manželství souhlasil. Jako záminka posloužilo tvrzení, že Isabela byla donucena k uzavření sňatku nátlakem a že Homfroi s pověstí zženštilého muže, se jí nikdy jako ženy nezmocnil. Konrád se poté s Isabelou sám oženil.
Rozvedený Homfroi získal zpět titul pána z Toronu a připojil se k výpravě anglického krále Richarda a podílel se jako tlumočník plynně ovládající arabštinu při vyjednávání s al-Ádilem, bratrem a zástupcem Saladina. Znovu se neoženil, zemřel bez potomstva mezi lety 1191 a 1198.